# Libby Holman
Libby Holman (Cincinnati, Ohio; 23 de mayo de 1904-Stamford, Connecticut; 18 de junio de 1971)  fue una cantante de blues y actriz de cine y teatro estadounidense.

## Biografía
Holman nació en mayo de 1904 en Ohio fruto del matrimonio entre un abogado judío y corredor de bolsa, Alfred Holzman (1867–1947) y su esposa, Rachel Florence Workum Holzman (1873–1966). Tenía dos hermanos, Marion H. Holzman (1901–1963) y Alfred Paul Holzman (1909–1992). En 1904, la acaudalada familia cayó en la indigencia después de que su tío Ross Holzman malversara casi un millón de dólares de su negocio de corretaje de valores. En algún momento, Alfred cambió el apellido de la familia de Holzman a Holman. 
Libby se graduó de la Escuela Hughes High el 11 de junio de 1920, a la edad de 16 años. Luego estudió en la Universidad de Cincinnati, obteniendo el 16 de junio de 1923 una licenciatura en artes. Holman, después de restar dos años a su edad verdadera, insistió en que había nacido en 1906, dándole a la Administración del Seguro Social el año 1906 como el año de su nacimiento.

## Carrera

### Cine
El único film  donde trabajó fue la película de fantasía de 1947 Dreams That Money Can Buy, junto a Jack Bittner, Josh White, John La Touche, Doris Okerson y Norman Cazanjian.

### Teatro
En el verano de 1924, fue a Nueva York, donde vivió primero en el Club Studio. Su primer trabajo teatral en Nueva York fue con la compañía The Fool. Channing Pollock, el escritor de The Fool, reconoció el gran talento de la actriz inmediatamente y le aconsejó seguir una carrera teatral. Un colega que estuvo desde sus inicios junto a ella y se convirtió en uno de sus mejores amigos durante mucho tiempo fue el conocido actor Clifton Webb, por aquel entonces un bailarín. Fue Webb quien le dio el apodo de "La Estatua de Libby". Varios de sus espectáculos en los que se presentaba con el nombre de Elizabeth Holman fueron:
- The Sapphire Ring - Teatro Selwyn (1925) en Broadway
- Garrick Gaeties - Teatro Garrick (1925)
- Greenwich Village Follies - Teatro Shubert (1926)
- Merry-Go-Round - Teatro Klaw (1927)
- Rainbow - Teatro Gallo  (1928)
- Ned Wayburn's Gambols - teatro Knickerbocker (1929)
- The Show Little - Teatro Music Box (1929) en Broadway junto a Clifton Webb y Fred Allen
- Three's a Crowd -  Teatro Selwyn (1930)
- Revenge with Music - Teatro New Amsterdam (1934)
- You Never Know - Teatro Winter Garden  (1938)
- Blues, Ballads, and Sin Songs (1954)

### Etapa como cantante
Su exquisita voz fue empleada en varios de los espectáculos teatrales en los que trabajó. En The Show Littlela, de 1929, cantó por primera vez el número de blues "Moanin 'Low de Ralph Rainger, que le valió una decena de aperturas de eventos, recibió buenos elogios de la crítica y se convirtió en su canción más famosa. También en ese show cantó Kay Swift y una canción de Paul James titulada Can't We Be Friends?. Al año siguiente,  presentó un tema de Howard Dietz y Arthur Schwartz titulado Something to Remember You By  en el espectáculo Three's a Crowd de 1930, que también protagonizó Allen y Webb.  
Solo apareció en una película (The Girl with the Pre-Fabricated Heart), en 1947. También trabajó en el equipo de canto de los actores del film de drama de 1931 Tarnished Lady, protagonizado por Tallulah Bankhead y Clive Brook.
En la década de 1950, trabajó con su acompañante Gerold Cook en la investigación y organización de lo que ellos llamaron '"música de la tierra". Básicamente blues y espirituales vinculados a la comunidad afroamericana. 
Una de sus últimas actuaciones fue en el edificio de las Naciones Unidas, en Nueva York, en 1966, donde interpretó su canción "Moanin 'Low".

## Vida privada
Holman no dudó en disfrutar abiertamente de relaciones íntimas tanto con hombres como con mujeres a lo largo de su vida. Entre sus amantes femeninas más famosas se incluyen la heredera de DuPont Louisa d'Andelot Carpenter, la actriz Jeanne Eagels y la escritora modernista Jane Bowles. Carpenter desempeñó un papel muy importante en la vida de la cantante. Criaron a sus hijos y vivieron juntas y fueron aceptadas abiertamente por sus compañeros de teatro. Logró escandalizar a la prensa por salir con hombres mucho más jóvenes, como su protegido el actor Montgomery Clift.
Holman se interesó en un admirador, Zachary Smith Reynolds, el heredero de la compañía tabacalera RJ Reynolds. Él estaba enamorado de la actriz desde el principio, a pesar de su diferencia de edad de siete años. Se conocieron en Baltimore, Maryland, en abril de 1930, después de que Reynolds viera la actuación de Holman en una presentación de la obra teatral The Show Little. Reynolds le suplicó a su amigo Dwight Deere Wiman, quien era el productor de la obra, que le presentara a Holman. Reynolds la persiguió por todo el mundo en su avión. Se casaron el domingo 29 de noviembre de 1931 en el salón de una casa particular en Monroe, Michigan. El heredero quería que ella abandonara su carrera como actriz, y ella consintió en tomarse un permiso de un año de ausencia. Sin embargo, la conservadora familia Reynolds no soportaba a Holman y sus amigos del teatro. 
Se casó con su segundo marido, el actor de teatro y cine Ralph Holmes, en marzo de 1939. Tenía doce años menos que ella. Libby había salido con anterioridad con su hermano mayor, Phillips Holmes. En 1940, ambos hermanos, que eran medio canadienses, se unieron a la Royal Canadian Air Force. Phillips murió en el choque de dos aviones militares en agosto de 1942. Cuando Ralph regresó a casa en agosto de 1945, el matrimonio se agrió rápidamente y se separaron.
Holman posteriormente adoptó dos niños, Timmy (nacido el 18 de octubre de 1945) y Tony (nacido el 19 de mayo de 1947). Su tercer y último marido fue el famoso artista y escultor Louis Schanker, con el que se casó el 27 de diciembre de 1960.

### Tragedias
En 1932, le reveló a su marido que estaba embarazada durante la fiesta que Reynolds organizó en la casa familiar de Reynolda Gardens, para celebrar el 21 cumpleaños de su amigo y aviador Gedeón Charles Hill, Jr., primo hermano de Anne Ludlow Cannon Reynolds, su exesposa. Hubo una fuerte discusión entre ellos. Momentos más tarde, se escuchó un disparo. Los amigos hallaron a Reynolds sangrando e inconsciente con una herida de bala en la cabeza. Las autoridades inicialmente indicaron que se trató de un suicidio, pero la investigación del forense dictaminó que fue un asesinato. Holman y Albert Bailey "Ab" Walker, amigo de Reynolds y supuesto amante de Holman, fueron acusados de asesinato.
Louisa Carpenter pagó la fianza de 25.000 $ de Holman en Wentworth (Carolina del Norte). La familia Reynolds, en contacto con las autoridades locales, había retirado los cargos por miedo al escándalo. Holman dio a luz al hijo de la pareja, Christopher Smith "Topper" Reynolds, el 10 de enero de 1933. 
El periodista Milt Machlin investigó la muerte de Smith Reynolds y argumentó que Reynolds se había suicidado. En su relato, Holman fue víctima del antisemitismo de las autoridades locales, y el fiscal de distrito involucrado con el caso dijo más tarde a Machlin que ella era inocente.
Una película de 1933, Sing, Sinner, Sing, se basó libremente en las acusaciones que rodeaban la muerte de Reynolds.
El 15 de noviembre de 1945, la actriz recibió otro duro golpe tras el suicidio de su segundo marido, Ralph Holmes, tras una de sobredosis de barbitúricos a los 29 años. Su cuerpo fue encontrado en su departamento de Manhattan. 
El 7 de agosto de 1950 su único hijo biológico, Christopher ("Topper"), murió después de caer al vacío mientras escalaba una montaña. Libby le había dado permiso para ir a practicar montañismo con un amigo en el Mount Witney, el pico más alto de California, sin saber que los jóvenes no estaban bien preparados para la aventura. Ambos murieron. Nunca se perdonó por permitir que pasase esta tragedia. En 1952 creó la Fundación Christopher Reynolds en su memoria.

## Actividad política
Holman siempre estuvo involucrada en lo que luego se conoció como el "Movimiento por los derechos civiles". Durante la Segunda Guerra Mundial, trató de reservar entradas para espectáculos militares con su amigo, Josh White, pero fueron rechazados.
En 1959, a través de la Fundación Christopher Reynolds, financió un viaje a la India para Martin Luther King, Jr. y su esposa, Coretta Scott King, quienes se convirtieron en amigos cercanos de Holman y su tercer marido, Louis Schanker. Holman también contribuyó a la defensa del Dr. Benjamin Spock, pediatra y escritor detenido por haber participado en manifestaciones contra la guerra de Vietnam.

## Suicidio
Libby Holman se suicidó el 18 de junio de 1971 tras provocarse una intoxicación por monóxido de carbono. Su cuerpo fue encontrado casi sin vida en el asiento delantero de su Rolls Royce por su personal doméstico y fue trasladada de inmediato al hospital local, donde murió horas después.
Durante muchos años, presuntamente sufría de depresión por los efectos combinados de la muerte del presidente Robert Kennedy y el Dr. Martin Luther King, Jr., la pérdida reciente de la elección presidencial de Eugene McCarthy, las muertes de jóvenes en la guerra de Vietnam, la angustia por la muerte prematura de su propio hijo y la enfermedad y el rápido deterioro de su amiga Jane Bowles. Nunca fue la misma después de la muerte de Montgomery Clift, en 1966. En vista de sus frecuentes ataques de depresión y reportes de varios intentos de suicidio previos, ninguno de los amigos o sus familiares se vieron sorprendidos por su muerte. Tenía 67 años.